# Hanuš Jochowitz
Hanuš Jochowitz, auch Jindřich Jochowitz, Hans Jochowitz und Heinrich Jochowitz  (geboren am 8. März 1920 in Bodenbach, Tschechoslowakei; gestorben im Frühjahr 1945 vermutlich im KZ Buchenwald, Deutsches Reich) war ein tschechoslowakischer Geiger und Pianist sowie im Lager ein Sänger und Schauspieler. Jochowitz war ein Opfer des Holocausts.

## Leben
Der gebürtige Böhme und Sohn eines Landwirts schlug nach seinem Abitur eine Beamtenlaufbahn ein. Einen Namen machte er sich jedoch als Nachwuchsmusiker. Während der deutschen Besatzung deportierten die Nationalsozialisten den Juden Jochowitz am 22. Dezember 1942 mit dem Transport Ck, Nr. 731 von Prag aus in das Ghetto Theresienstadt. Dort engagierte sich der junge Mann im Kulturbetrieb des Lagers. Er nahm als Rezitator und Schauspieler am Theaterleben teil und beteiligte sich auch am Lagerchor. Am 28. September 1944 wurde Hanuš Jochowitz mit dem Transport Ek, Nr. 2073 nach Auschwitz verschleppt, im Januar 1945 erfolgte angesichts der nahenden Truppen der Roten Armee seine „Evakuierung“ über den KZ-Außenlagerkomplex Kaufering (westlich von München) in das KZ Buchenwald. Hier kam er wenig später unter ungeklärten Umständen ums Leben.